# 10. önálló hegyi rohamdandár (Ukrajna)
A 10. önálló hegyi rohamdandár (ukránul: 10-та окрема гірсько-штурмова бригада, magyar átírásban: deszjata okrema hirszko-sturmova brithada) az Ukrán Fegyveres Erők Szárazföldi Erőinek szervezetébe, a Nyugati Operatív Parancsnokság alárendeltségébe tartozó dandár szintű katonai egység, melynek fő feladata a hegyvidéki körülmények közötti harc megvívása. 2015. október 1-jén alakult meg Bila Cerkvában. Parancsnoksága Kolomijában található, a dandár fő erőit adó zászlóaljak Csernyivciben, Deljatinban és az Ivano-Fraknivszk melletti Krihivciben települtek. A dandár beceneve az Edelvejsz, amely az egység szimbólumára, a havasi gyopárra utal. A dandár 2016-tól részt vett a kelet-ukrajnai hadszíntéren az orosz megszállók elleni harcban, valamint a 2022-es Ukrajna elleni orosz invázió kezdetétől a Donecki területen harcol.

## Története
A dandár elődszervezeteként 2015. szeptember 1-jén az ukrán védelmi minisztérium és az ukrán fegyveres erők vezérkarának utasítása alapján a Kijevi területen fekvő Bila Cerkvában alakult meg a 10. önálló hegyi gyalogezred. Az ezred kezdeti létszáma 1357 fő volt és Csernyivciben települt.
Röviddel a létrejötte után az ezredet Csernyivciből áttelepítették Kolomijába. 2015 szeptemberében az ezredet átszervezték és az ezredből október 1-jével létrehozták a 10. önálló hegyi rohamdandárt, amely a Nyugati Operatív Parancsnokság alárendeltségébe került. Ekkor a dandár parancsnokává Vaszil Zubanicsot nevezték ki, aki korábban a kárpátaljai 128. hegyi rohamdandár parancsnoka volt.
2016 januárjában a dandár alárendeltségébe került a korábban a Javorivban települt 24. önálló gépesített dandár alárendeltségébe tartozó 8. önálló gépesített lövész zászlóalj, és ebből létrehozták a dandár 8. önálló hegyi rohamzászlóalját.
2016 márciusában a dandár alárendeltségébe került az eredetileg 2014-ben az Ukrán Nemzeti Gárda területvédelmi zászlóaljaként létrejött Donbasz 46. önálló rohamzászlóalj, valamint az Ajdar 24. önálló rohamzászlóalj, amely 2014-ben szintén területvédelmi egységként alakult meg. 2016 elején így a dandár fő erőit három zászlóalj, a 8. önálló rohamzászlóalj, a 46. önálló rohamzászlóalj és a 24. önálló rohamzászlóalj alkotta.
2016. május 28-tól a 10. dandár Kelet-Ukrajnában végzett harci tevékenységet a Terroristaellenes Hadművelet (ATO) keretében. A dandár a Donecki területen Marijinka–Krasznohorivka–Taramcsuk–Sztepne–Szolodke térségében, a Luhanszki területen Popaszna–Zolote–Hirszke vonalában hajtott végre harci feladatokat. A dandárt 2016 októberében vonták ki a kelet-ukrajnai hadszíntérről. Ezen időszak alatt a dandárnak 22 fős vesztesége volt. A kivonást követően a dandár visszatért Kolomijába, de előtte a dandárból kiszervezték a nagyrészt egyébként is kelet-ukrajnai lakosokból álló 46. és 24. rohamzászlóaljakat. Ezek helyére 2016 decemberében Deljatin bázissal megszervezték a 108. és 109. önálló rohamzászlóaljakat.
2017. március 1-től 2017. április 11-ig a dandár 108. és 109. önállói rohamzászlóaljai a Bila Cerkva-i 24. önálló gépesített dandár alárendeltségében ismét Kelet-Ukrajnában, a Donecki területen Avgyijivka térségében teljesítettek harci feladatokat. A dandár 8. rohamzászlóalja pedig néhány hónappal később, 2017. május 29-től 2017. július 21-ig a 24. önálló gépesített dandár alárendeltségében Popaszna térségében teljesített harci bevetést. Majd ezt követően, 2017. július 24-től 2018. április 30-ig a teljes 10. hegyi rohamdandár Popaszna, Zolote és Hirszke térségében volt bevetésen. Ezen időszak alatt a dandár visszafoglalta az orosz megszállás alól Katerinyivka és Novoolekszandrivka településeket.  2018. október 7-től 2019 júniusáig megint a kelet-ukrajnai hadműveleti területen tartózkodott a dandár, ahol a Doneck–Hirszke és a Szetyanyivka–Krimszke vonalat védték. Majd 2019 novemberétől 2020 júliusáig a Donecki területen, Mariupol és Sirokine térségében tevékenykedett a dandár. Vaszil Zubanics 2020 szeptember elejéig állt a dandár élén. Őt Vjacseszlav Kotlik követte.
A dandár a 2022-es orosz invázió kezdetétől részt vesz a harcokban. Az első időszakban Mariupol védelménél harcolt a 36. tengerészgyalogos ezreddel és az Azov ezreddel együtt, részt vettek a Kijev környéki harcokban, valamint a Donecki terület más részein lát el harci feladatokat.

## Szervezete

### 2015–2016
- 8. önálló hegyi rohamzászlóalj
- 24. Ajdar önálló rohamzászlóalj
- 46. Donbasz-Ukrajina önálló rohamzászlóalj

### 2017-től
- Parancsnokság és törzs (Kolomija)
- 8. önálló hegyi rohamzászlóalj (Csernyivci)[7]
- 108. önálló hegyi rohamzászlóalj (Deljatin)
- 109. önálló hegyi rohamzászlóalj (Krihivci)[8]
- harckocsizászlóalj
- csapatlégvédelmi osztály
- tüzércsoport
  - tüzér felderítő és tűzvezető üteg
  - tüzérosztály
  - önjáró tüzérosztály
  - rakétatüzér osztály
  - páncéltörő tüzérosztály
- felderítő század
- gyakorlótér

## Parancsnokok
- Vaszil Zubanics (2015–2020)
- Vjacseszlav Kotlik (2020-tól)